# Soroksár Atlétikai Club
El Soroksár Atlétikai Club fou un club de futbol hongarès de la ciutat de Pesterzsébet (Budapest).

## Història
Debutà a la primera divisió hongaresa la temporada 1932-33 en la que acabà en novena posició. La temporada següent es proclamà campió de copa.
Evolució del nom:
- 1911-1913: Soroksári Athletikai Club
- 1913: dissolt
- 1919: refundació
- 1919-1920: Soroksári Munkások Testgyakorló Köre
- 1920-1926: Soroksári Atlétikai Club
- 1926-1935: Soroksár FC
- 1935: fusió amb Erzsébeti TC
- 1935-1936: Erzsébet-Soroksár FC
- 1937-1945: Soroksári AC
- 1945: Soroksári MADISZ
- 1945: fusió amb Erzsébeti MADISZ
- 1945-1948: ErSo MaDISz
- 1948: fusió amb Soroksári Textil
- 1948-1949: Soroksári Egység SE
- 1949-1950: Soroksári Textil SK
- 1950-1957: Soroksári Textiles Vörös Lobogó
- 1957-2003: Soroksári AC

## Palmarès
- Copa d'Hongria: 
  - 1933-34